# Epaticco
Epaticco (... – attorno al 35 d.C.) è stato fratello di re Cunobelino dei catuvellauni, tribù celtica della Britannia.
Monete col suo nome, trovate nell'area a nord di Calleva Atrebatum (presso l'attuale Silchester), capitale degli atrebati, dimostra che egli ne acquistò il controllo attorno al 25 d.C. Ebbe forse il permesso di regnare su quest'area dal fratello, come parte dell'egemonia catuvellauna, che Epaticco espanse nel sud-est della Britannia. 